# Judo en los Juegos Olímpicos de París 2024
El torneo de judo en los Juegos Olímpicos de París 2024 se realizó en la Arena Campo de Marte de París del 27 de julio al 3 de agosto de 2024.
En total fueron disputadas en este deporte 15 pruebas diferentes, 7 masculinas, 7 femeninas y una mixta. El programa de competiciones se mantuvo como en la edición anterior.

## Clasificación
Participan en total 372 judocas (186 hombres y 186 mujeres) de diferentes comités olímpicos nacionales pertenecientes a la Federación Internacional de Judo.

## Calendario
| Fecha→ Categoría ↓ | 27 Sáb | 28 Dom | 29 Lun | 30 Mar | 31 Mié | 01 Jue | 02 Vie | 03 Sáb |
| ------------------ | ------ | ------ | ------ | ------ | ------ | ------ | ------ | ------ |
| –60 kg             | ●      |        |        |        |        |        |        |        |
| –66 kg             |        | ●      |        |        |        |        |        |        |
| –73 kg             |        |        | ●      |        |        |        |        |        |
| –81 kg             |        |        |        | ●      |        |        |        |        |
| –90 kg             |        |        |        |        | ●      |        |        |        |
| –100 kg            |        |        |        |        |        | ●      |        |        |
| +100 kg            |        |        |        |        |        |        | ●      |        |
| Eq. mixto          |        |        |        |        |        |        |        | ●      |

| Fecha→ Categoría ↓ | 27 Sáb | 28 Dom | 29 Lun | 30 Mar | 31 Mié | 01 Jue | 02 Vie | 03 Sáb | 04 Dom |
| ------------------ | ------ | ------ | ------ | ------ | ------ | ------ | ------ | ------ | ------ |
| –48 kg             | ●      |        |        |        |        |        |        |        |        |
| –52 kg             |        | ●      |        |        |        |        |        |        |        |
| –57 kg             |        |        | ●      |        |        |        |        |        |        |
| –63 kg             |        |        |        | ●      |        |        |        |        |        |
| –70 kg             |        |        |        |        | ●      |        |        |        |        |
| –78 kg             |        |        |        |        |        | ●      |        |        |        |
| +78 kg             |        |        |        |        |        |        | ●      |        |        |
| Eq. mixto          |        |        |        |        |        |        |        | ●      |        |

## Medallistas

### Masculino
| Evento                | Oro                           | Plata                        | Bronce                                                          |
| --------------------- | ----------------------------- | ---------------------------- | --------------------------------------------------------------- |
| –60 kg (27 de julio)  | Yeldos Smetov · Kazajistán    | Luka Mkheidze · Francia      | Ryuju Nagayama · Japón Francisco Garrigós · España              |
| –66 kg (28 de julio)  | Hifumi Abe · Japón            | Willian Lima · Brasil        | Gusman Kyrgyzbayev · Kazajistán Denis Vieru · Moldavia          |
| –73 kg (29 de julio)  | Hidayət Heydərov · Azerbaiyán | Joan-Benjamin Gaba · Francia | Adil Osmanov · Moldavia Soichi Hashimoto · Japón                |
| –81 kg (30 de julio)  | Takanori Nagase · Japón       | Tato Grigalashvili · Georgia | Lee Joon-Hwan · Corea del Sur Somon Majmadbekov · Tayikistán    |
| –90 kg (31 de julio)  | Lasha Bekauri · Georgia       | Sanshiro Murao · Japón       | Maxime-Gaël Ngayap Hambou · Francia Theódoros Tselidis · Grecia |
| –100 kg (1 de agosto) | Zelim Kotsoyev · Azerbaiyán   | Ilia Sulamanidze · Georgia   | Peter Paltchik · Israel Muzaffarbek Turoboyev · Uzbekistán      |
| +100 kg (2 de agosto) | Teddy Riner · Francia         | Kim Min-Jong · Corea del Sur | Temur Rajimov · Tayikistán Alisher Yusupov · Uzbekistán         |

### Femenino
| Evento               | Oro                             | Plata                              | Bronce                                                            |
| -------------------- | ------------------------------- | ---------------------------------- | ----------------------------------------------------------------- |
| –48 kg (27 de julio) | Natsumi Tsunoda · Japón         | Bavuudorzhiin Baasanjüü · Mongolia | Shirine Boukli · Francia Tara Babulfath · Suecia                  |
| –52 kg (28 de julio) | Diyora Keldiyorova · Uzbekistán | Distria Krasniqi · Kosovo          | Larissa Pimenta · Brasil Amandine Buchard · Francia               |
| –57 kg (29 de julio) | Christa Deguchi · Canadá        | Huh Mi-Mi · Corea del Sur          | Haruka Funakubo · Japón Sarah-Léonie Cysique · Francia            |
| –63 kg (30 de julio) | Andreja Leški · Eslovenia       | Prisca Awiti Alcaraz · México      | Clarisse Agbegnenou · Francia Laura Fazliu · Kosovo               |
| –70 kg (31 de julio) | Barbara Matić · Croacia         | Miriam Butkereit · Alemania        | Michaela Polleres · Austria Gabriella Willems · Bélgica           |
| –78 kg (1 de agosto) | Alice Bellandi · Italia         | Inbar Lanir · Israel               | Ma Zhenzhao · República Popular China Patrícia Sampaio · Portugal |
| +78 kg (2 de agosto) | Beatriz Souza · Brasil          | Raz Hershko · Israel               | Kim Ha-Yun · Corea del Sur Romane Dicko · Francia                 |

### Mixto
| Evento               | Oro | Plata | Bronce |
| -------------------- | --- | --- | --- |
| Equipo (3 de agosto) | Francia · Shirine Boukli · Joan-Benjamin Gaba · Amandine Buchard · Walide Khyar · Sarah-Léonie Cysique · Luka Mkheidze · Clarisse Agbegnenou · Alpha Oumar Djalo · Marie-Ève Gahié · Maxime-Gaël Ngayap Hambou · Romane Dicko · Aurélien Diesse · Madeleine Malonga · Teddy Riner | Japón · Uta Abe · Hifumi Abe · Haruka Funakubo · Soichi Hashimoto · Natsumi Tsunoda · Ryuju Nagayama · Saki Niizoe · Sanshiro Murao · Miku Takaichi · Takanori Nagase · Aaron Wolf · Rika Takayama · Akira Sone · Tatsuru Saito | Brasil · Daniel Cargnin · Leonardo Gonçalves · Willian Lima · Rafael Macedo · Guilherme Schimidt · Rafael da Silva · Larissa Pimenta · Ketleyn Quadros · Rafaela Silva · Beatriz Souza Corea del Sur · Lee Hye-Kyeong · Kim Won-Jin · Jung Ye-Rin · An Ba-Ul · Huh Mi-Mi · Kim Ji-Su · Lee Joon-Hwan · Han Ju-Yeop · Yoon Hyun-Ji · Kim Ha-Yun · Kim Min-Jong |

## Medallero
| Núm. | País                    | Oro | Plata | Bronce | Total |
| ---- | ----------------------- | --- | ----- | ------ | ----- |
| 1    | Japón                   | 3   | 2     | 3      | 8     |
| 2    | Francia                 | 2   | 2     | 6      | 10    |
| 3    | Azerbaiyán              | 2   | 0     | 0      | 2     |
| 4    | Georgia                 | 1   | 2     | 0      | 3     |
| 5    | Brasil                  | 1   | 1     | 2      | 4     |
| 6    | Uzbekistán              | 1   | 0     | 2      | 3     |
| 7    | Kazajistán              | 1   | 0     | 1      | 2     |
| 8    | Canadá                  | 1   | 0     | 0      | 1     |
| 8    | Croacia                 | 1   | 0     | 0      | 1     |
| 8    | Eslovenia               | 1   | 0     | 0      | 1     |
| 8    | Italia                  | 1   | 0     | 0      | 1     |
| 12   | Corea del Sur           | 0   | 2     | 3      | 5     |
| 13   | Israel                  | 0   | 2     | 1      | 3     |
| 14   | Kosovo                  | 0   | 1     | 1      | 2     |
| 15   | Alemania                | 0   | 1     | 0      | 1     |
| 15   | México                  | 0   | 1     | 0      | 1     |
| 15   | Mongolia                | 0   | 1     | 0      | 1     |
| 18   | Moldavia                | 0   | 0     | 2      | 2     |
| 18   | Tayikistán              | 0   | 0     | 2      | 2     |
| 20   | Austria                 | 0   | 0     | 1      | 1     |
| 20   | Bélgica                 | 0   | 0     | 1      | 1     |
| 20   | España                  | 0   | 0     | 1      | 1     |
| 20   | Grecia                  | 0   | 0     | 1      | 1     |
| 20   | Portugal                | 0   | 0     | 1      | 1     |
| 20   | República Popular China | 0   | 0     | 1      | 1     |
| 20   | Suecia                  | 0   | 0     | 1      | 1     |
|      | TOTAL                   | 15  | 15    | 30     | 60    |